# Saint François Longchamp
Saint François Longchamp es una comuna nueva francesa situada en el departamento de Saboya, de la región de Auvernia-Ródano-Alpes.

## Historia
Fue creada el 1 de enero de 2017, en aplicación de una resolución del prefecto de Saboya de 19 de diciembre de 2016 con la unión de las comunas de Montaimont, Montgellafrey y Saint-François-Longchamp, pasando a estar el ayuntamiento en la antigua comuna de Saint-François-Longchamp.

## Demografía
| Gráfica de evolución demográfica de Saint-François-Longchamp entre 1800 y 2013 |
|                                                                                |

Los datos entre 1800 y 2013 son el resultado de sumar los parciales de las tres comunas que forman la nueva comuna de Saint-François-Longchamp, cuyos datos se han cogido de 1800 a 1999, para las comunas de Montaimont, Montgellafrey y Saint-François-Longchamp de la página francesa EHESS/Cassini. Los demás datos se han cogido de la página del INSEE.

## Composición
| Comuna delegada          | Código INSEE | Población (2013) | Superficie (km²) | Densidad (hab./km²) |
| ------------------------ | ------------ | ---------------- | ---------------- | ------------------- |
| Montaimont               | 73163        | 151              | 28.35            | 5                   |
| Montgellafrey            | 73167        | 64               | 19.36            | 3                   |
| Saint-François-Longchamp | 73235        | 246              | 12.97            | 19                  |